# Nyctemera cydippe
Nyctemera cydippe là một loài bướm đêm thuộc phân họ Arctiinae, họ Erebidae.